# Firdous Ashiq Awan
Firdous Ashiq Awan (en ourdou : فردوس عاشق اعوان) est une femme politique pakistanaise, née le 11 janvier 1970 à Sialkot. Elle a notamment été ministre fédérale de l'Information puis des Réglementations nationales de 2011 à 2013, puis conseillère gouvernementale depuis 2018.
Issue d'une famille politique, elle est diplômée en médecine. Elle est successivement membre de la Ligue musulmane du Pakistan (Q) puis du Parti du peuple pakistanais pour lesquels elle est élue députée de l'Assemblée nationale. En 2017, elle rejoint le Mouvement du Pakistan pour la justice.

## Études
Firdous Ashiq Awan est née le 11 janvier 1970 à Sialkot, dans le nord du Pendjab. Son père, Malik Ashiq Hussain Awan, ainsi que son frère Malik Ijaz Husain, sont des membres importants du Parti du peuple pakistanais. 
Awam est diplômée du Fatima Jinnah Medical University de Lahore où elle obtient un Bachelors of Medicine and Surgery. Elle travaille ensuite au sein du Sir Ganga Ram Hospital de la même ville. Elle est mariée à l'homme d'affaires Malik Amjad Awan et le couple a deux enfants.

## Carrière politique
Firdous Awan entre en politique dans les années 1990, notamment en créant la Society for Health and Development and Exchange (SHADE) et plaide pour le développement d'une sécurité sociale au Pakistan. 
Elle devient pour la première fois députée de l'Assemblée nationale aux élections législatives de 2002, étant élue par les députés sur un siège réservé aux femmes pour la Ligue musulmane du Pakistan (Q). Elle quitte cette dernière en perte de vitesse pour rejoindre le Parti du peuple pakistanais. Elle est élue, cette fois directement par le peuple avec 48 % des voix, dans la première circonscription de Sialkot, lors des élections de 2008. Battant le candidat de la ligue Chaudhry Amir Hussain, elle contribue à ancrer la circonscription en faveur du PPP.
Durant le mandat du PPP, elle est ministre fédérale de l'Information de 2011 à 2012 dans le gouvernement de Youssouf Raza Gilani, puis ministre Réglementations nationales et des Services de 2012 à 2013 dans le gouvernement de Gilani puis Raja Pervez Ashraf. Elle est alors vue comme n'étant pas hostile aux militaires ainsi qu'à une politique de décentralisation en faveur des provinces.
Elle perd son siège de députée lors des élections de 2013, étant battue par Armaghan Subhani, candidat de la Ligue musulmane du Pakistan (N). En 2015, elle démissionne de la vice-présidence du PPP pour le Pendjab et rejoint le Mouvement du Pakistan pour la justice le 30 mai 2017. 
Lors des élections de 2018, elle est de nouveau battue par le même candidat. Sans siège au Parlement, elle ne peut donc être ministre. Le 18 avril 2019, elle est nommée conseillère spéciale auprès du Premier ministre Imran Khan sur l'Information et la Diffusion. Elle quitte ce poste pour devenir conseillère auprès du ministre en chef du Pendjab Usman Buzdar sur la Culture et l'Information.